# Tordino
A Tordino olaszországi folyó, mely a Monti della Laga két csúcsának, a Monte Gorzanónak és Monte Pelonének vizeit gyűjti össze. Keletre tartva átszeli Teramo megyét, majd Giulianova mellett az Adriai-tengerbe ömlik. Az ókorban Batinus néven volt ismert. Mellékfolyói: Ceco, Fiumicino, Rio Tevere, Rio Valfiori, Vezzola, Cavone, Fosso Grande.